# Petrici, Sofia
Petrici (în bulgară Петрич) este un sat în comuna Zlatița, regiunea Sofia,  Bulgaria. 

## Demografie
Componența etnică a satului Petrici
     Bulgari (92,36%)
     Nicio identificare (7,63%)
     Altele (0%)
La recensământul din 2011, populația satului Petrici era de 249 locuitori. Din punct de vedere etnic, majoritatea locuitorilor (92,36%) erau bulgari. Pentru 7,63% din locuitori nu este cunoscută apartenența etnică.